# Katerina Tíjonova
Katerina Vladímirovna Tíjonova (en ruso: Екатерина Владимировна Тихонова; nacida Putina, en ruso: Путина; Dresde, 31 de agosto de 1986) es una bailarina acrobática y ejecutiva rusa, directora de dos iniciativas en la Universidad Estatal de Moscú: la Fundación Nacional de Desarrollo Intelectual (NIDF) y el Centro Nacional de la Reserva Intelectual (NIRC). Es la hija menor de Vladímir Putin.

## Biografía
Yekaterina dirige Innopráktika, un proyecto de desarrollo de 1700 millones de dólares para crear un centro de ciencias en la Universidad Estatal de Moscú. Innopráktika está compitiendo con el Centro de Innovación de Skólkovo y Stanislav Belkovski se refiere a él como el "anti-Skólkovo". Tíjonova renunció al apellido de Putin y tomó la versión del patrónimo de su abuela materna, Yekaterina Tíjonovna Shkrébneva, como su propio apellido. Asistió a la Escuela Alemana de Moscú.
También es vicepresidente de la holding Sibur, empresa rusa de procesamiento de gases y petroquímicos con sede en Moscú. El gobierno ruso posee el 38 por ciento de las acciones de la compañía de gas. En 2013, Tíjonova se casó con Kiril Shamálov, hijo de Nikolái Shamálov, copropietario del Rossiya Bank. Se estima que la pareja llegó a poseer activos por valor de alrededor de 2000 millones de dólares. En enero de 2018, se anunció el divorcio de ambos.